# Jean Taillard
Jean Léon Taillard (Sint-Jans-Molenbeek, 1 januari 1897 - Sint-Agatha-Berchem, 13 april 1981) was een Belgisch senator.

## Levensloop

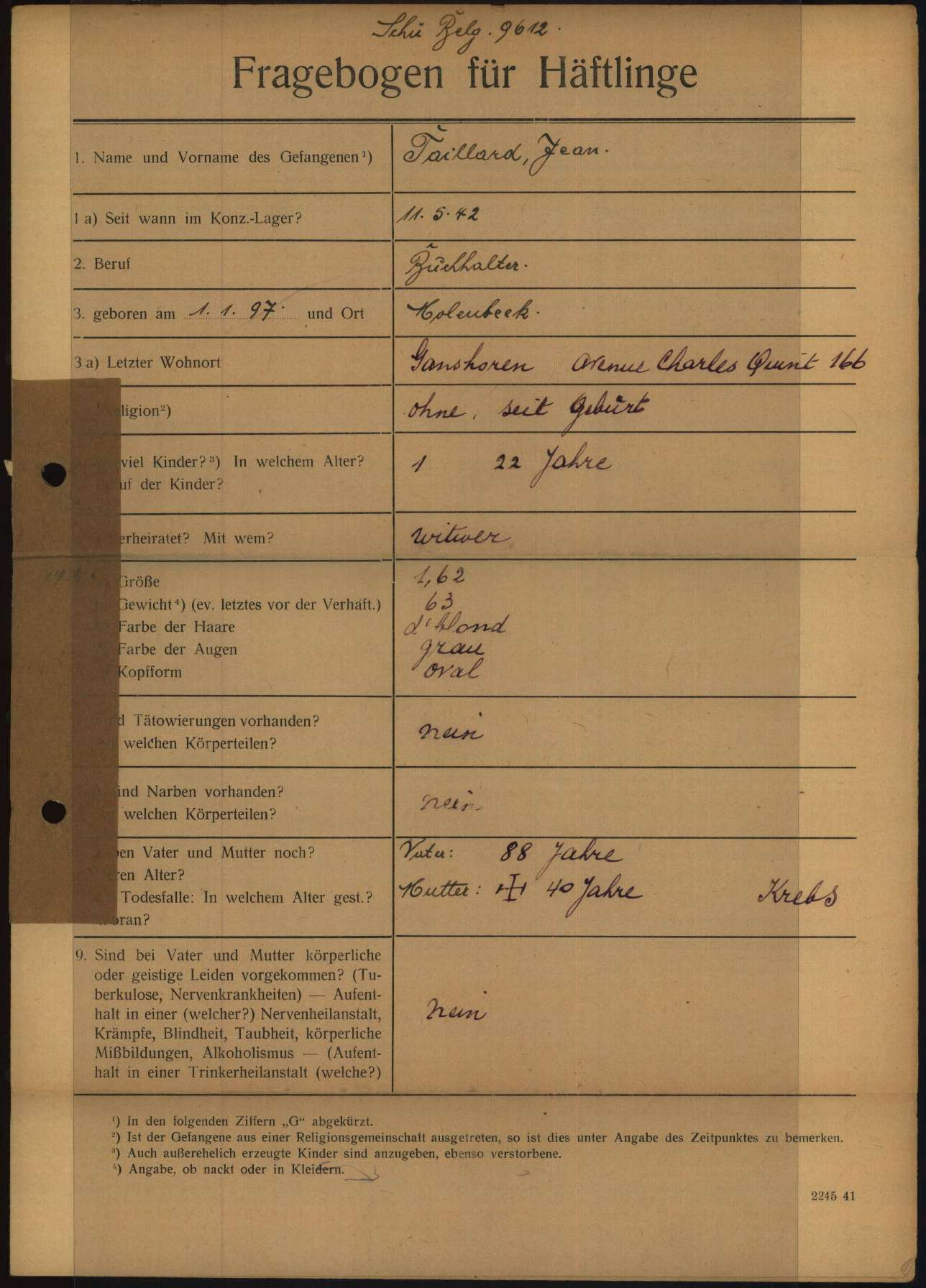
Vragenlijst voor gevangene Jean Taillard in het nazi-concentratiekamp Dachau

Jean Taillard was van beroep boekhouder en journalist.
Hij was medestichter van de Kommunistische Partij van België. Hij was bestuurder van de communistische pers van 1925 tot aan zijn pensioen in 1960 en lid van het Centraal Comité. Hij was tevens de verbindingsman met de internationale instanties.
In 1936 werd hij verkozen tot provincieraadslid voor Brabant en bleef dit tot in 1945.
Tijdens de Tweede Wereldoorlog trad hij toe tot het verzet en werd naar een concentratiekamp in Duitsland gevoerd.
Bij zijn terugkeer in augustus 1945 werd hij onmiddellijk communistisch senator voor het arrondissement Brussel, in opvolging van Isidore Heyndels, die in 1942 in Dachau was omgekomen. Hij vervulde dit mandaat tot in 1954. Met drie andere communistische senatoren diende hij een wetsvoorstel in om de kleine collaborateurs buiten de vervolging te houden, een voorstel dat werd verworpen.